# Antimaçoneria

Cartell que promociona Els misteris de la maçoneria, un dels llibrets antimaçònics d'en Léo Taxil (1896).

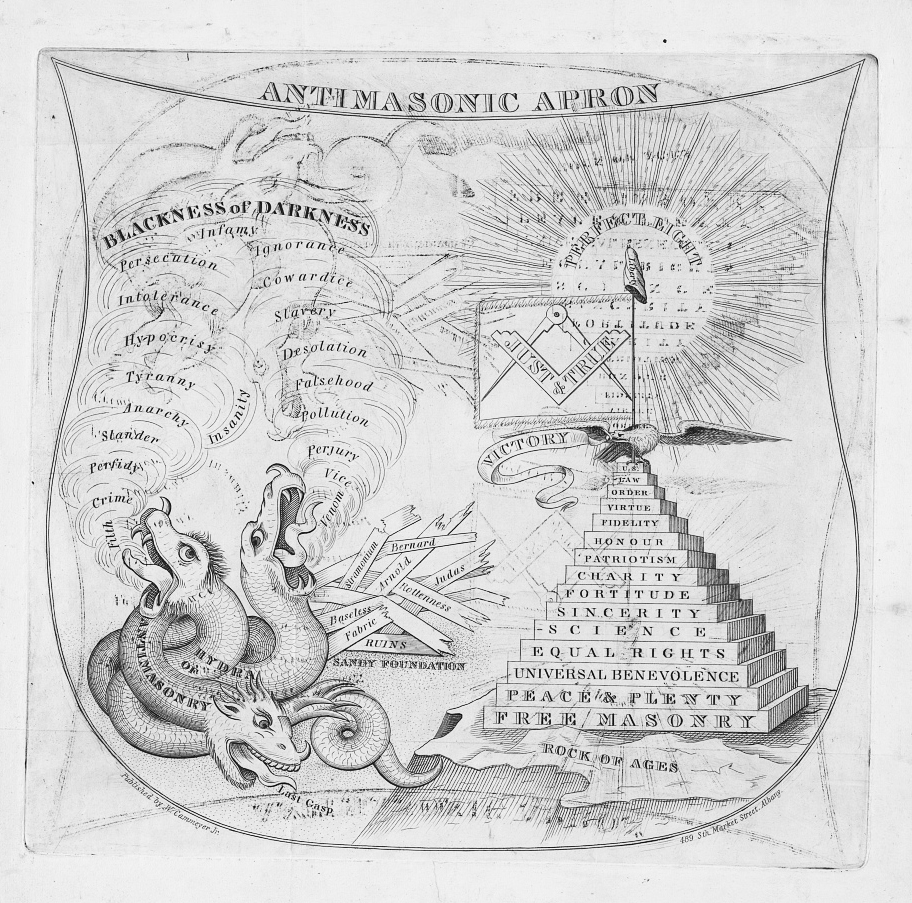
Il·lustració que data del 1831, com a reacció a la creació del Partit Antimaçònic.

L'antimaçoneria (o antifrancmaçoneria o antimaçonisme) fa referència a la crítica, a l'oposició i a l'hostilitat expressades envers la francmaçoneria.
Sovint vinculada a l'Església catòlica, que ha condemnat repetidament aquesta societat secreta de la franc-maçoneria, des de la butlla papal In eminenti apostolatus specula, del 1738, a les condemnes sobre la societat iniciàtica. Aquestes condemnes s'han expressat de diverses formes.
D'altra banda, el rebuig social a la maçoneria varia segons les classes socials i segons les afiliacions religioses. Com a fenomen social, l'antimasoneria constitueix una realitat social que abasta diversos períodes de la història, especialment centrada als països occidentals.
Les polítiques i les publicacions antimaçòniques solen vincular les motivacions de l'antimaçoneria a un secret compartit pels membres de la secta, com ara la teoria del complot maçònic pel control dels governs del món.
Les hostilitats sempre han estat alimentades per múltiples interpretacions especulatives, com ara la infiltració dels seus membres en el poder polític i judicial, en els alts rangs de la seva elit interna, en la influència determinant dels seus membres en la comunitat i en la consegüent inserció de símbols ocultistes maçons en la vida civil.
Des d'una altra perspectiva, l'antimaçonisme neix de l'oposició a les idees progressistes i liberals derivades de la Il·lustració, època en què alguns dels seus filòsofs de renom eren membres reconeguts de la maçoneria.
Seguint en particular els treballs de l'abat Augustin Barruel, que defensava la tesi que la Revolució Francesa fou el resultat d'un complot maçònic, l'antimaçonisme es va anar convertint, de manera progressiva, en una doctrina que es va desenvolupar sobretot en els cercles catòlics ultramuntans i entre els pensadors del moviment contra-maçònic.
Al XX segle, la francmaçoneria fou considerada "contrarevolucionària" per l'extrema-esquerra, per part de la Internacional Comunista, que la va prohibir als seus partidaris. L'extrema dreta, per la seva banda, associa la maçoneria al discurs antisemita, arran de teoria del "Complot judeo-maçònic", sospitant de l'existència d'un conjunt d'interessos comuns entre aquestes ambdues comunitats.
Els règims dictatorials, en general, arreu del món, i la Segona Guerra Mundial, han estat escenaris en els quals s'ha perseguit de manera severa a la maçoneria.

## Terminologia
El terme "antimaçoneria" és un mot compost dels conceptes "franc" i "maçoneria", un calc del terme anglès original "freemason" (free: "lliure" i mason: "constructor") i el prefix "anti", que significa "en lloc de, en contra de".
El terme "antimaçoneria" i els seus derivats apareixen a principis del XVIII a Alemanya, tot i que la realitat dels fets que descriuen és anterior.
Una de les traces més antigues de la paraula es remunta al concepte alemany "Antimassonische Societäten", establert el 1740 a Hamburg, Oberhassen i Copenhaguen.
El rei danès Enric XII també sembla haver protegit i estimulat la mçoneria durant un temps als seus territoris però la seva expansió sembla haver estat limitada.
Per a l'historiador francès Michel Jarrige, l'antimaçonisme és una "concepció de la ment que té el seu origen en un sentiment i una actitud hostils als francmaçons", mentre que anti-maçoneria "correspon a les estructures formades amb l'objectiu de dedicar-se a temps complet a l'antimaçonisme".
L'investigador afegeix: "L'antimaçoneria es ramifica en associacions d'activistes que posen en pràctica les teories de l'antimaçonisme. En altres paraules, l'antimaçoneria és antimaçonisme organitzat".
Al segle XXI, el maçonòleg anglès Robert Cooper destaca la banalització de l'hostilitat envers la maçoneria a través de l'actitud de moltes persones que estan més motivades per l'odi cap als mateixos francmaçons que per la crítica al moviment maçònic en general. És per això que recomana l'ús del terme "maçofòbia", en comptes de "antimaçonisme".
El periodista Jiri Pragman proposa, en comptes d'aquest terme híbrid, la paraula "latomofòbia" , formada a partir de latomos, designant el picapedrer o l'obrer de la pedrera, i phobos que expressa la por. El terme evoca directament les arrels operatives de la maçoneria i designa la fòbia que hi pot estar vinculada. Altres teòrics prefereixen parlar de "nova antimaçoneria" per qualificar algunes ideologies recents.

## Naixement de l'antimaçoneria

### Primera antimaçoneria
Quan la secta de la maçoneria es va establir a França, a la dècada de 1720, provinent d'Anglaterra, va ser objecte d'atacs provinents del món popular. Els rumors van alimentar aquesta mena d'antimaçoneria, considerada la primera pels historiadors.
El secretisme que observa la secta de la maçoneria va provocar l'inici de les desconfiances i les hostilitats en un moment en què la llibertat d'associació encara no existia. Així, les lògies maçòniques, que ofereixen als seus membres l'oportunitat de reunir-se en determinades nits, van guanyar-se una reputació negativa entre la població francesa i van donar lloc a un bon nombre d'especulacions adverses.
Acusats de practicar l'embriaguesa, l'homosexualitat i de dedicar-se a la "sodomia", els maçons van despertar desconfiança des dels seus inicis. En conseqüència, la primera meitat del segle xviii va ser un període fèrtil atacs, pamflets, sàtires i diatribes de tota mena contra la francmaçoneria.

### Gènesi de la ideologia

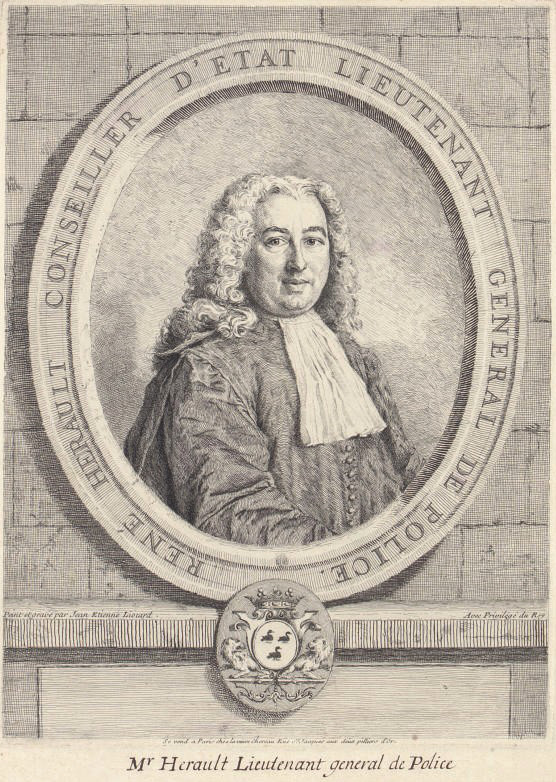
René Hérault va publicar La réception d'un frey-maçon., el 1738.

La gènesi de la ideologia antimaçònica es construeix a través d'una literatura especialment fèrtil. Entre els anys 1745 i 1748 es van registrar la publicació de cinc obres contra la maçoneria. Tinguem en compte que abans de 1738, el tema maçònic no interessava gaire.
En 1730, el llibre Masonry dissected va ser publicat a Londres. Es aquest un compendi dels rituals dels tres primers graus. Samuel Prichard és l'autor del famós manual i es presenta com un antic maçó, però també com un opositor decidit a la maçoneria -segons ell, aquesta última és una estafa que no s'hauria d'acceptar.
El 1738 es va escriure La réception d'un frey-maçon, primera divulgació del "secret maçònic" en francès. L'autor, René Hérault, fou un magistrat francès i tinent general de policia de París, implicat en la campanya anti-maçònica. Fou un dels primers autors en adoptar una escriptura centrada en la divulgació, pràctica que acabarà sent el bressol de l'antimaçoneria.
Entre 1738 i 1751, apareixen tres dotzenes d'obres, explicant els inicis de l'antimaçoneria a França. El conjunt, força heterogeni, es pot distingir en tres categories d'obres: obres literàries en sentit estricte, escrits de divulgació i pamflets, sobretot a partir de 1743. Els primers inclouen acusacions contra la secta secreta de la maçoneria, o disculpes, lloances i justificacions en resposta a aquestes acusacions. Les formes d'aquests escrits varien: evocació de la maçoneria d'una manera subsidiària, posant-la en escena; recerca per satisfer la curiositat del lector profà amb la revelació de secrets reservats als iniciats o, fins i tot, amb l'aparició d'obres presentant les lògies sota una visió burlesca.

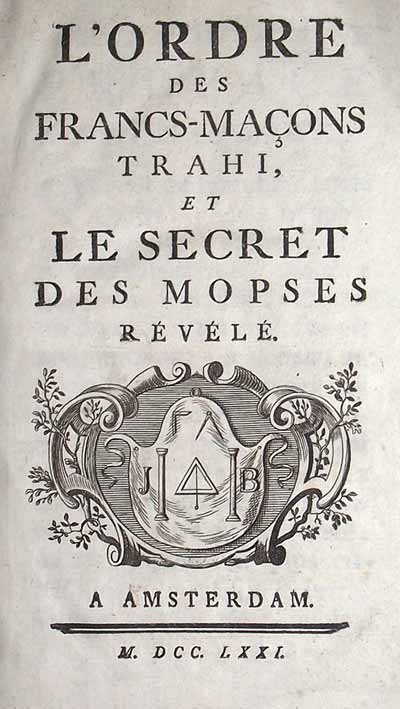
L'Ordre dels francmaçons traïts i el secret dels mopses revelat, escrit el 1744 per l'abat Pérau.

Les obres literàries, de vegades escrites per persones iniciades a la secta, com ara l'obra Les Fri-Maçons de l'escriptor suís Pierre Clément, no inclouen inicialment cap atac contra la maçoneria. En canvi, la comèdia anònima titulada Arlequí francmaçó ja inclou dos passatges on s'esmenta la lògia com una societat que "ha fet un tracte amb el diable".
Una sèrie de volums es publiquen durant la primera meitat del segle XVIII, divulgant suposats secrets. Es pot citar La Franc-Maçonne ou Révélation des mystères des Francs-Maçons par Madame de ***, obra hostil amb la secta. A través de les converses dels protagonistes, es presenta la lògia com una empresa amb un objectiu polític i que treballa per establir una "comunitat de béns centrada en l'igualitarisme"  i Le Secret des Francs-Maçons entièrement découvert, una obra burlesca.

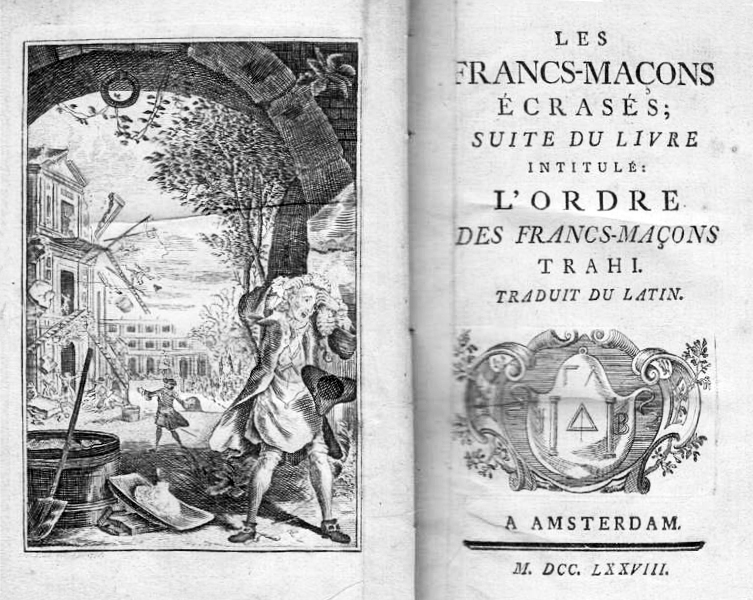
L'obra de Louis Travernol, Les Francs-maçons écrasés, publicada l'any 1747.

Més pamflets i acusacions antimaçòniques inundaran la literatura en els anys següents. Els primers escrits veritablement hostils daten de l'any 1744, La Désolation des entrepreneurs modernes du Temple de Jérusalem, de Louis Travenol, i L'ordre des francs-maçons trahi et le Secret des Mopses révélé, de l'abbé Pérau. Tots dos afirmen haver-se infiltrat en una lògia.
Travenol descriu les reunions dels maçons com "orgies solemnes". Hi ha també acusacions patriòtiques, atès que Louis Travernol no pot acceptar que els seus contemporanis practiquin l'Anglomania, la qual es troba de forma exacerbada a les lògies, segons la seva opinió.
La seva segona obra Francs-maçons écrasés, publicada l'any 1747, és considerada el veritable punt de partida de l'antimaçoneria filosòfica en la literatura. Inspirada en l'ultramuntanisme, és un intent per demostrar el domini que el dimoni tenia dels iniciats maçons posseïts.
Sintetitzant totes les denúncies contra el maçons, l'obra titulada Lettre et consultation sur la société des Francs-Maçons, a més, introdueix una acusació nova: els maçons "lluiten contra la monarquia".
Si els principis antimaçònics van viure inicialment un període d'incertesa, quan sorgeixen entre els cercles populars, ràpidament van ser atiats per les autoritats eclesials, a partir de l'any 1738, que a partir d'una abundant literatura fou molt estesa en tots els àmbits on l'Església catòlica exercia la seva influència.

## Tipologia de l'antimaçoneria
Del naixement de l'antimaçoneria i de la seva gènesi ideològica, sorgeixen dos grans corrents: l'antimaçoneria doctrinal i l'antimaçoneria política o social.

### Antimaçoneria doctrinal

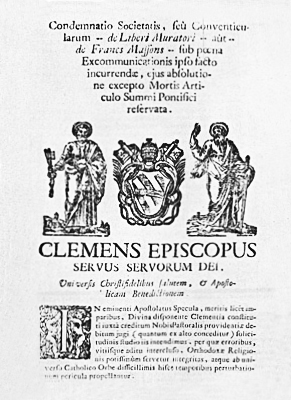
Primera pàgina de l'obra Clemens Episcopus, del 1738.

L'antimaçoneria doctrinal considera, essencialment, a la maçoneria com una contra-religió que defensa, en el millor dels casos, el relativisme religiós, i en el pitjor dels casos, una filosofia de naturalesa essencialment satanista.
Aquestes dues formes d'ideologia de vegades han funcionat en accions comunes al llarg de la història.
Un corrent més minoritari d'antimaçoneria, anomenat “tradicional" també existeix. Aquest corrent critica principalment a la maçoneria per la desviació i corrupció dels seus principis originals.
A partir de l'any 1738, amb la butlla In eminenti apostolatus specula, el papa Climent XII va cridar l'atenció sobre una societat que, amb el temps, va detectar com s'estenia per tot el continent europeu i va prohibir expressament l'assistència dels cristians catòlics a les reunions dels maçons.
El seu discurs, emès des del Vaticà, va ser escoltat però la prohibició arribava alguns anys després de la creació de la Gran Lògia de Londres, per Jean Rheóphile Désaguliers i Anderson, el 1717. Les paraules del papa no van ser respectades.
Per aquest motiu, tretze anys més tard, el papa Benet XIV va renovar la condemna catòlica de la maçoneria amb el text titulat Providas romanorum.
Les principals raons de les prohibicions pontifícies es basaven llavors en dues crítiques principals: el pluralisme religiós experimentat a les lògies i el fet que els iniciats pronuncien un jurament secret que, segons les autoritats papals, era massa sospitós.
Els pontífexs catòlics temen, encara a dia d'avui, que el secretisme que envolta l'obra maçònica no amagui l'expansió d'una "perversió moral"  i promouen la no propagació d'aquesta l'heretgia.
Entre 1738 i 1751 van aparèixer en francès almenys trenta-un libels, memòries relatives al dret canònic, presentades al magistrat, que evocaven la maçoneria i les seves suposades ambicions filosòfiques, a més de la realitat de la vida en una lògia, tal com la perceben les autoritats religioses.

### Antimaçoneria política o social
L'antimaçoneria política es defineix per l'hostilitat envers l'estructura de la maçoneria, percebuda com una societat secreta i les seves suposades conseqüències puntuals: ajuda mútua, endollisme, infiltració, etc. Aquests mecanismes propis de la maçoneria responen a un desig par part de la secta secreta d'enderrocar els ordres establerts i prendre el poder a nivell nacional o global. Parlem d'una ambició de dominació mitjançant un "complot maçònic".
En la seva forma política, se centra al voltant de la influència excessiva que la maçoneria te en la vida política i social, fins i tot desafiant les seves pròpies constitucions. De fet, en aquest sentit, les Constitucions d'Anderson prohibeixen als francmaçons discutir temes polítics a la lògia, la qual cosa donaria lloc a disputes.
Tanmateix, a partir de finals del segle XVIII, la maçoneria és acusada de desenvolupar lleis pèrfides contra l'autoritat estatal en el secret de les seves lògies i de servir per a promoure els interessos dels germans.
Els mecanismes denunciats són la infiltració en el poder legislatiu i en els òrgans administratius, així com la difusió massiva en l'opinió pública dels ideals maçònics.
Aquestes teories arribaran a bon port després de la Revolució Francesa i trobaran el seu auge amb les Mémoires pour servir à l'histoire du jacobinisme, escrites l'any 1797 per l'abat Augustin Barruel.
Al segle xx, la francmaçoneria ha d'enfrontar-se al totalitarisme. L'antimaçoneria és així atacada per diversos règims polítics: als països dominats pel marxisme-leninisme van prohibir ràpidament i completament les activitats maçòniques, també la Itàlia feixista, el Portugal d'Salazar, l'Espanya franquista i el període nazi van estar marcats per una discriminació notòria i, sota l'ocupació alemanya, per greus persecucions.

## Antimaçoneria religiosa

### Església catòlica

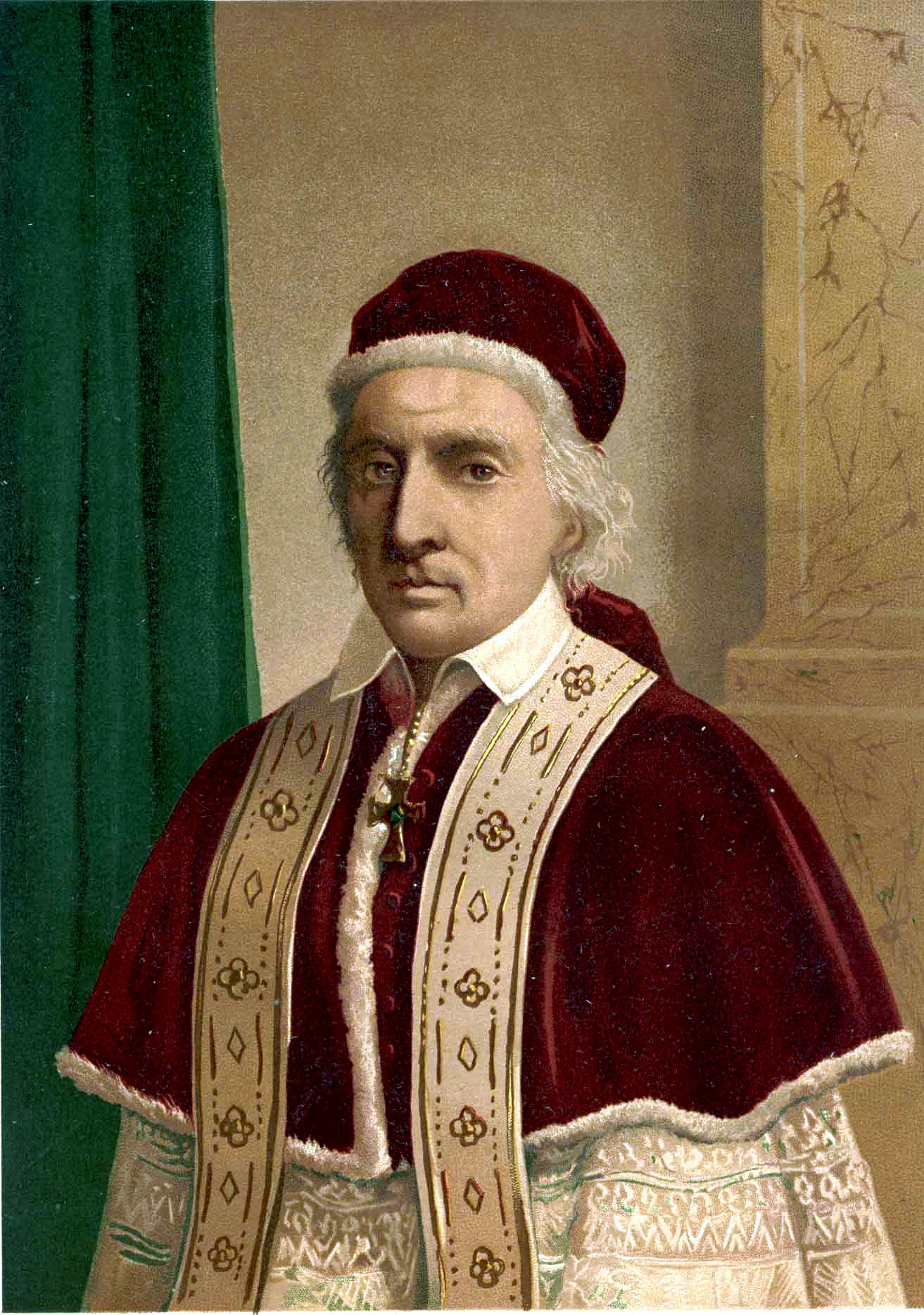
El papa Climent XII va iniciar l'antimaçoneria catòlica amb la butlla In eminenti apostolatus specula el 1738.

La principal oposició religiosa data dels orígens de la maçoneria i prové de l'Església catòlica que considera, entre moltes altres coses, que la maçoneria propaga el relativisme en matèria religiosa, és a dir, la idea segons la qual cap religió és superior a totes les altres.
La seva primera condemna de la maçoneria va arribar el 1738, amb la butlla In eminenti apostolatus specula del papa Climent XII.
La crítica a la maçoneria és represa pels seus successors: Pel papa Benet XIV, amb l'encíclica Providas, amb la lletra apostòlica Quo graviora, del papa Lleó XII (1826), amb l'encíclica Qui pluribus del pap Pius IX (1846), per Lleó XIII i l'encíclica Humanum Genus, per l'encíclica Vehementer nos (1906) i per Une fois encore del papa Pius X.
França) de Sant Pius Per annum sacrum de Pius XII (1950), els Actes de el Sínode Romà promulgat pel Papa de Joan XXIII (1963).